# Grave (månekrater)
 For alternative betydninger, se Grave. (Se også artikler, som begynder med Grave)
Grave er et nedslagskrater på Månen. Det befinder sig på den sydlige halvkugle på Månens bagside og er opkaldt efter den sovjetiske matematiker Dmitriij A. Grave (1863-1939) og raketingeniøren Ivan P. Grave (1874-1960).
Navnet blev officielt tildelt af den Internationale Astronomiske Union (IAU) i 1976. 

## Omgivelser
Gravekrateret ligger i den nordlige kraterbund i det enorme Gagarinbassin, omkring 10 kilometer øst-nordøst for det større Isaevkrater, som dækker den nordvestlige del af Gagarins indre.

## Karakteristika
Grave er, som mange månekratere, noget eroderet af senere nedslag. Der ligger små kratere over de østlige og sydvestlige sider af den cirkulære rand. Nær kraterbundens midte er der en lav top.

## Måneatlas
- Billeder af Gravekrateret i LPI-måneatlasset
- USGS-kort